# Jean Zosime
Jean Zosime était un moine sabaïte du Xe siècle. Il est connu pour avoir transmis un certain nombre de documents :
- Un calendrier palestino-géorgien[1], qui a permis de comprendre le culte des saints à Jérusalem à l'époque byzantine.
- L’Horologe géorgien (Horologion, Liturgie des Heures)
- Recopie des hymnes géorgiens au Monastère Sainte-Catherine du Sinaï[2]
- Rédigea le texte Éloge et grandeur de la langue géorgienne
- Recopie l' Évangile du tirage au sort (Riktologion)[3].

## Biographie
Il naquit aux environs de 920 et semble être devenu moine au monastère de Shatberdi en Tao-Klardjeti (actuellement Turquie du nord-est). Vers 950 il partit pour Jérusalem et entra au monastère de Saint-Sabas. Il s'intéresse en particulier à la liturgie et semble avoir commandé la copie d'un horologe, ou livre d'heures, première forme du manuscrit Sin. 34 qu'il reprendra et complétera plus tard. Il déménage au Sinaï après 965 et avant 973 (voir plus loin) et copie la plus grande partie des manuscrits qui nous sont parvenus de 977 à 986. Il meurt sans doute vers l'âge de 70 ans, aux environs de 990.

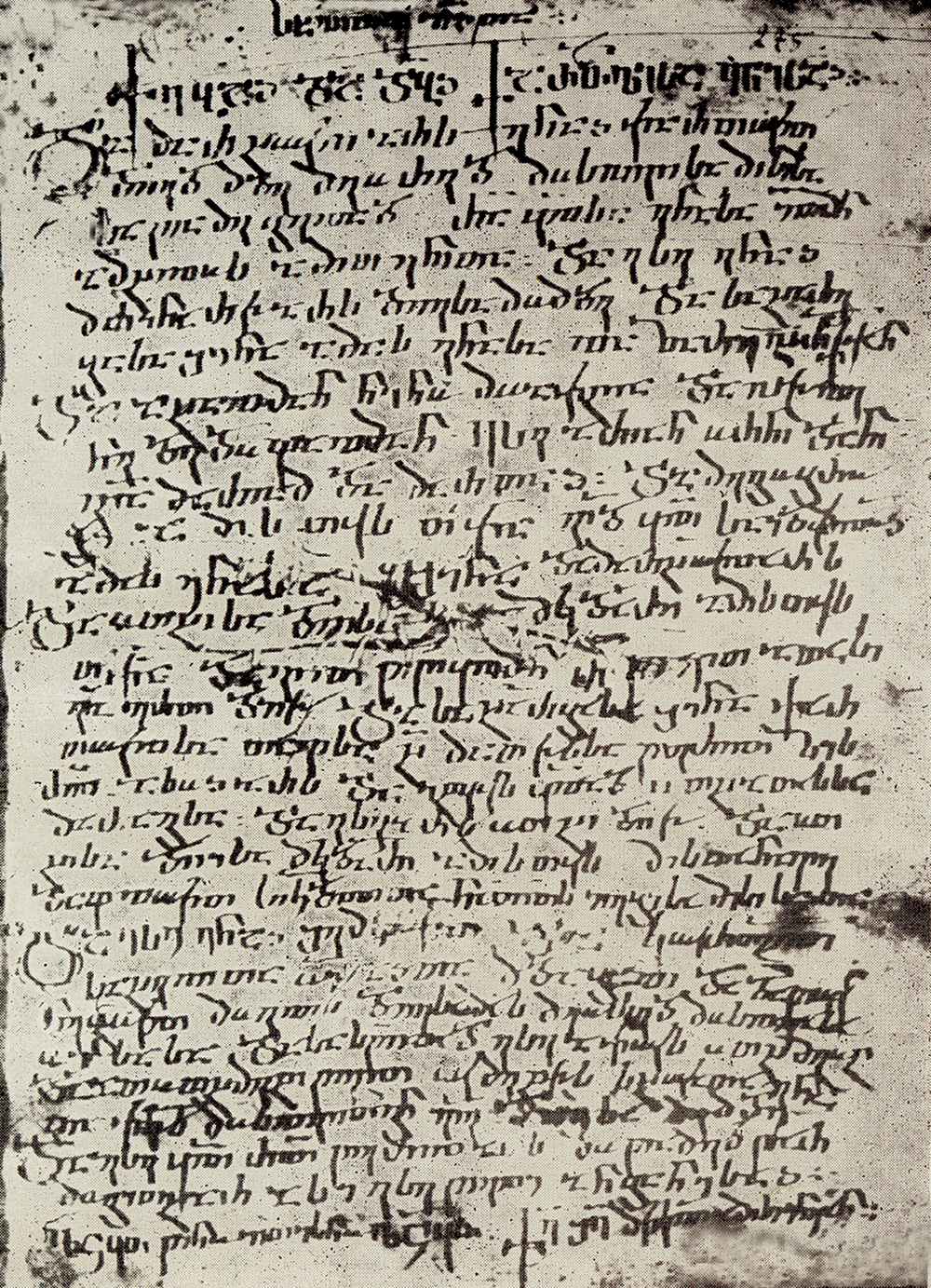
Manuscrit de Jean Zosime dans l'écriture nuskhuri.

## Manuscrits copiés par Jean Zosime[4]
1. Sin. géo. 34 + St-Pétersbourg, BNR syr. 16/1 et 3 et gr. VI-VII + Leipzig UB cod. V 1096, annis 940-965 + notes marginales jusqu'aux environs de 990, Saint-Sabas: recueil de l'office divin sabaïte.
2. Sin. géo. 26, annis 954 - c. 973, Saint-Sabas : hymnaire (JZ copiste des ff. 36-115)
3. Sin. géo. 49, sans date, sans lieu: hymnaire (JZ copiste des ff. 1-32)
4. Sin. géo. 47 + Mingana géo. 6, anno 977, Sinaï : éléments des matines du dimanche
5. Sin. géo. 15, anno 978, Sinaï : tétraévangile
6. Sin. géo. 38, anno 979, Sinaï : évangiles de Lc et Jn (suite du Sin. 30)
7. Schoyen ms. 035 + Saint-Pétersbourg, BNR 129 fragments (olim Cagareli 81), anno 979, Sinaï: Apôtre et textes ascétiques
8. Sin. géo. 37, anno 982, Sinaï: lectionnaire de Jérusalem, fêtes de la Nativité, de l'Epiphanie, et Semaine Sainte
9. Sin. géo. 6, anno 981-983, Sinaï : textes hagiographiques
10. Sin. géo. 52, anno 982-983, Sinaï : textes hagiographiques (f. 52-99)
11. Graz géo. 4, anno 985, Sinaï : Liturgie eucharistique de saint Jacques et des présanctifiés de saint Jacques
12. Princeton, Garrett 24 + Mingana géo. 4 + Göttingen syr. 17, 19, 21, 22, 24, 25 (olim Cagareli 92, 93)), anno 986, Sinaï : Discours d'Alexandre le Moine sur l'invention de la Croix (BHG 410)

Le nouveau fonds sinaïtique contient également des manuscrits de Jean Zosime.
Par ailleurs Jean Zosime a relié un certain nombre de manuscrits géorgiens dans lesquels il a ajouté des notes personnelles, ce qui permet de savoir, par exemple, qu'il a déménagé au monastère du Buisson ardent au Sinaï en 973, ou au plus tard à cette date.